# Édouard Gorges
Pour les articles homonymes, voir Gorges.
Édouard Gorges (Dol-de-Bretagne, 19 août 1813 - Paris, 4 juin 1894) est un écrivain français du XIXe siècle

## Biographie
Édouard Gorges est né en 1813 à Dol ["Édouard-Vincent-Jules-Laurent Gorge" précise son compatriote François Duine, alias Henri de Kerbeuzec, dans un article titré "Un écrivain dolois. Édouard GORGE", qu'il fit paraître en pages 26-27 de "L'Hermine", t. 34, avril-sept. 1906].
Il fait son droit à Rennes où il rédige Le Foyer, journal du théâtre de la ville. En 1848, pendant Révolution, il publie des brochures : Organisation de la commune en France, Révolution sociale. Après le Coup d'État du 2 décembre 1851, il fut arrêté pour ces activités révolutionnaires. Libéré, il se lance dans les affaires, est emprisonné pour dettes, puis il est employé au ministère des Finances. Il écrit dans Le Siècle.
Il est connu pour avoir donné en 1856 une fin au roman de Nerval, Le Marquis de Fayolle, qui avait commencé à paraître en feuilleton  dans Le Temps et que Nerval n'a jamais terminé. Les spécialistes se sont montrés très sévères envers l'intervention de Gorges et les éditions qui ont suivi n'ont repris que le texte du Temps.

## Ouvrages
- Le Marquis de Fayolle, Michel Lévy, 1856 lire en ligne sur Gallica
- Revue de l'exposition universelle : les merveilles de la civilisation, 7 vol., F. Sartorius, 1855-1856
- Révolution sociale, pamphlet, 2 numéros en 1 volume, Sartorius, 1848
- Organisation de la commune en France, Sartorius, 1848 lire sur Google Livres
- Fontenelle. Histoire de la Ligue en Bretagne, Gosselin, 1844 lire en ligne sur Gallica